# 키부 스토이카
키부 스토이카(루마니아어: Chivu Stoica, 1908년 8월 8일 ~ 1975년 2월 18일)는 루마니아의 제6대 대통령이었다.
스토이카는 스메니에서 어느 농부의 아들로 태어났다. 12세부터 그는 루마니아 철도 공사에서 일하게 되었다. 1921년 부쿠레슈티로 이주하였고, 불칸, 레마이트레, 말라사 등의 보일러 제조사에서도 일하였다. 그러다 그는 게오르게 바실리키를 만나 루마니아 공산당에 입당한다.
1931년 봄, 그는 게오르기 게오르기우데지와 바실레 루카, 콘스탄틴 돈체아를 만나게 된다. 하지만 서로 그리비차 철도사를 파괴한다. 1934년 8월 20일, 그는 작년의 반달행위로 인해 징역 15년형을 선고받는다. 후에 정계에 들어간다.
하지만 1975년 총으로 자살하였다.